# Oleksandr Shadchin
Oleksandr Shadchin est un joueur de volley-ball italo-ukrainien né le 17 avril 1969 à Krementchouk. Il mesure 2,03 m et joue central.

## Clubs
| Club                 | Pays                      | De        | À         |
| -------------------- | ------------------------- | --------- | --------- |
| Shaktar Donetsk      | Union soviétique/ Ukraine | 1984-1985 | 1991-1992 |
| Modène               | Italie                    | 1992-1993 | 1992-1993 |
| Schio                | Italie                    | 1993-1994 | 1994-1995 |
| Sisley Trévise       | Italie                    | 1995-1996 | 1995-1996 |
| Olympikus Campinas   | Brésil                    | 1996-1997 | 1996-1997 |
| Rome                 | Italie                    | 1997-1998 | 1998-1999 |
| AEK Athènes          | Grèce                     | 1999-2000 | 1999-2000 |
| Padoue               | Italie                    | 2000-2001 | 2000-2001 |
| Ancône               | Italie                    | 2001-2002 | 2001-2002 |
| Milan                | Italie                    | 2002-2003 | 2002-2003 |
| Vérone               | Italie                    | 2003-2004 | 2003-2004 |
| Hypo Tirol Innsbrück | Autriche                  | 2004-2005 | …         |

## Palmarès
- Championnat d'Autriche : 2005
- Championnat d'Italie : 1996
- Championnat d'URSS : 1992
- Coupe d'Autriche : 2004, 2005